# Дрызлово
Дрызлово — деревня в городском округе Шаховская Московской области России.

## Население
| 1852 | 1859 | 1926 | 2002 | 2006 | 2010 |
| ---- | ---- | ---- | ---- | ---- | ---- |
| 164  | ↗178 | ↗273 | ↘77  | ↘67  | ↘66  |

## География
Расположена у границы с Лотошинским районом, примерно в 13 км к северо-востоку от районного центра — посёлка городского типа Шаховская, на левом берегу реки Лоби, впадающей в Шошу. Соседние населённые пункты — деревни Юренево, Харитоново и Починки. Автобусное сообщение с райцентрами — пгт Шаховская и Лотошино.

## Исторические сведения
В 1768 году деревня Трызнова относилась к Хованскому стану Волоколамского уезда Московской губернии и находилась во владении Коллегии экономии (ранее Иосифова монастыря). В деревне было 12 дворов и 55 душ.
В середине XIX века деревня Дрызлово относилась ко 2-му стану Волоколамского уезда и принадлежала Департаменту государственных имуществ. В деревне было 17 дворов, 77 душ мужского пола и 84 души женского.
В «Списке населённых мест» 1862 года Дрызлово (Дрызловое) — казённое сельцо 1-го стана Волоколамского уезда Московской губернии по правую сторону Московского тракта, шедшего от границы Зубцовского уезда на город Волоколамск, в 27 верстах от уездного города, при речке Каменке, с 20 дворами и 178 жителями (86 мужчин, 92 женщины).
По данным на 1890 год деревня Дрызлова входила в состав Кульпинской волости, число душ мужского пола составляло 81 человек.
В 1913 году — 41 двор, чайная лавка и маслобойное заведение.
Постановлением президиума Моссовета от 24 марта 1924 года Кульпинская волость была ликвидирована, а её территория включена в состав Раменской волости.
По материалам Всесоюзной переписи населения 1926 года Дрызлово — центр Дрызловского сельсовета, проживало 273 человека (126 мужчин, 147 женщин), насчитывалось 51 крестьянское хозяйство.
С 1929 года — населённый пункт в составе Шаховского района Московской области.
1994—2006 гг. — деревня Раменского сельского округа.
2006—2015 гг. — деревня сельского поселения Раменское.
2015 — н. в. — деревня городского округа Шаховская.